# Ari (film)
Ari is een Franse dramafilm uit 2025, geschreven en geregisseerd door Léonor Serraille. De hoofdrol wordt vertolkt door Andranic Manet.

## Verhaal
Ari is een 27-jarige leraar-stagair, die instort tijdens een bezoek van de schoolinspecteur. Zijn vader is boos op hem omdat hij een mislukkeling is en gooit hem het huis uit. Terwijl hij doelloos door de stad dwaalt, maakt Ari opnieuw contact met oude vrienden en begint hij aan een reis van zelfontdekking.

## Rolverdeling
| Acteur               | Personage   |
| -------------------- | ----------- |
| Andranic Manet       | Ari         |
| Pascal Rénéric       | Ari's vader |
| Théo Delezenne       | Jonas       |
| Ryad Ferrad          | Ryad        |
| Eva Lallier Juan     | Clara       |
| Lomane de Dietrich   | Aurore      |
| Mikaël-Don Giancarli | tuinman     |
| Clémence Coullon     | Irène       |

## Productie
Ari is de derde speelfilm van Léonor Serraille en de eerste met een mannelijke protagonist. De film wordt geproduceerd door Sandra da Fonseca en Grégoire Debailly. De productiebedrijven zijn Geko Films en Blue Monday Productions en de film wordt gedistribueerd door het in Brussel gevestigde Be For Films van Pamela Leu.

## Release
Ari ging op 15 februari 2025 in première op het Internationaal filmfestival van Berlijn in de competitie voor de Gouden Beer.

## Prijzen en nominaties
De belangrijkste:
| Jaar | Prijs                                   | Categorie   | Genomineerde(n)  | Uitslag     |
| ---- | --------------------------------------- | ----------- | ---------------- | ----------- |
| 2025 | Internationaal filmfestival van Berlijn | Gouden Beer | Léonor Serraille | Genomineerd |